# The Lyon's Den
The Lyon's Den é uma série estadunidense de curta existência, que se passava na capital dos Estados Unidos e era transmitida pela NBC. O seriado era estrelado por Rob Lowe, que interpretava o papel de um advogado chamado Jack Turner, o novo sócio de uma firma de prestígio, como o roteiro revelou, a firma e seus funcionários, escondiam certos segredos.
Grande parte da série, ficava centrada nas políticas internas da firma, e nas tentativas de Turner, de encobrir certas informações, enquanto defendia clientes nos tribunais de Washington.
A série estreou em 28 de Setembro de 2003, na NBC, porém, a série foi cancelada após 13 episódios produzidos e 6 exibidos, devido às baixas audiências. Quando a emissora britânica Five, comprou os direitos da série na Grã-Bretanha, exibiu todos os 13 episódios.

## Elenco
- Rob Lowe como Jack Turner
- Perrey Reeves como Daphne
- Paula Newsome como Kathy Wolf
- Matt Craven como George Riley
- Elizabeth Mitchell como Ariel Saxon
- Robert Picardo como Det. Nicholas Traub
- Kyle Chandler como Grant Rashton
- James Pickens, Jr. como Terrance Christianson
- Frances Fisher como Brit Hanley
- David Krumholtz como Jeff Fineman